# Microdon chrysostypus
Microdon chrysostypus är en tvåvingeart som beskrevs av Thompson 2004. Microdon chrysostypus ingår i släktet myrblomflugor, och familjen blomflugor. Inga underarter finns listade i Catalogue of Life.